# 록 더 가든
록 더 가든(Rock the Garden)은 워커 아트 센터(Walker Art Center)와 미네소타 퍼블릭 라디오(Minnesota Public Radio)가 주최하여 미네소타주 미니애폴리스에서 1998년부터 2022년까지 매년 개최된 여름 음악제이다. 워커 아트 센터가 1998년 처음 개최한 이 행사는 2008년 이후 89.3 더 커런트(The Current)와 미네소타 퍼블릭 라디오(Minnesota Public Radio)가 공동 후원하면서 인디 록 페스티벌로 발전했다. 록 더 가든은 윌코(Wilco), 소닉 유스(Sonic Youth), 데이비드 번(David Byrne), MGMT, 데 라 솔(De La Soul), 마이 모닝 재킷(My Morning Jacket), 스푼 (밴드)(Spoon), 본 이베어(Bon Iver), 더 디셈버리스트(The Decemberists) 등 국내 유명 아티스트들을 조명했으며, 로 (밴드)(Low), 둠트리(Doomtree), 포그(Fog), 이피(Iffy), 클라우드 컬트(Cloud Cult), 하울러(Howler), 트램플드 바이 터틀스(Trampled By Turtles) 등 다양한 지역 밴드들도 참여했다.